# Tobias Arwidson
Skinnar Per Tobias Arwidson (* 7. Juni 1988 in Lima) ist ein schwedischer Biathlet.
Tobias Arwidson lebt in Lima und trainiert in Torsby. Der Student betreibt Biathlon seit 1996, seit 2004 gehört er dem schwedischen Nationalkader an. Er startet für Lima SKG und wird von Inge Wadman trainiert. Sein Vater Lars-Göran Arwidson gewann zwei olympische Bronzemedaillen im Biathlon.
2006 nahm Arwidson in Presque Isle erstmals an Junioren-Weltmeisterschaften teil und belegte sowohl mit der Staffel wie auch im Einzel Vierte Plätze, in Sprint und Verfolgung wurde er 19. Ein Jahr später trat er auch in Martell bei der Junioren-WM an, wurde Sechster im Staffelwettbewerb, Achter im Einzel, 12. im Sprint und 28. in der Verfolgung. Seit 2007 startet er zudem im Junioren-Europacup und erreichte dabei mehrfach Podiumsplatzierungen. 2008 nahm Arwidson zum dritten Mal an einer Junioren-WM in Ruhpolding teil und erreichte die Ränge 13 im Sprint und 14 mit der Staffel. Die kurz darauf stattfindenden Junioren-Europameisterschaften in Nové Město na Moravě brachten die Ergebnisse sieben im Einzel, 39 im Sprint und 16 im Verfolgungsrennen. Zudem wurde er im Staffelrennen der Senioren eingesetzt und wurde mit der Staffel Schwedens 12. Zudem trat er bei der Militär-Skiweltmeisterschaft 2008 in Hochfilzen an und wurde 55. im Sprint sowie 15. im Militärpatrouillenlauf. Auch 2009 nahm der Schwede in Canmore an den Junioren-Weltmeisterschaften teil und belegte die Plätze 41 in Einzel und Sprint sowie 43 in der Verfolgung.
Seit der Saison 2009/10 tritt Arwidson im IBU-Cup im Leistungsbereich an. Bei seinem ersten Sprintrennen in Idre lief der Schwede auf den 30. Platz und gewann damit erste Punkte. Bestes Ergebnis ist bislang ein 12. Platz bei einem Sprint 2010 in Nové Město. Daraufhin wurde er für den Biathlon-Weltcup in Antholz nominiert. Dort startete Arwidson im Einzel (70.) und im Sprint (62.). Zum Auftakt des Weltcups 2010/11 in Östersund belegte Tobias Arwidson im Einzel den 40. Platz und holte damit seinen ersten Weltcup-Punkt.

## Biathlon-Weltcup-Platzierungen
Die Tabelle zeigt alle Platzierungen (je nach Austragungsjahr einschließlich Olympische Spiele und Weltmeisterschaften).
- 1.–3. Platz: Anzahl der Podiumsplatzierungen
- Top 10: Anzahl der Platzierungen unter den ersten zehn (einschließlich Podium)
- Punkteränge: Anzahl der Platzierungen innerhalb der Punkteränge (einschließlich Podium und Top 10)
- Starts: Anzahl gelaufener Rennen in der jeweiligen Disziplin
- Staffel: inklusive Mixed- und Single-Mixed-Staffeln

| Platzierung              | Einzel | Sprint | Verfolgung | Massenstart | Staffel | Gesamt |
| ------------------------ | ------ | ------ | ---------- | ----------- | ------- | ------ |
| 1. Platz                 |        |        |            |             |         |        |
| 2. Platz                 |        |        |            |             | 1       | 1      |
| 3. Platz                 |        |        |            |             | 1       | 1      |
| Top 10                   |        |        |            |             | 9       | 9      |
| Punkteränge              | 4      | 2      | 4          |             | 14      | 24     |
| Starts                   | 13     | 29     | 10         |             | 15      | 67     |
| Stand: 31. Dezember 2021 |        |        |            |             |         |        |